# هفت سنگ (فیلم)
هفت سنگ فیلمی به کارگردانی سید عبدالرضا نواب صفوی و نویسندگی سید عبدالرضا نواب صفوی، مهدی سجاده‌چی محصول سال ۱۳۷۶ است. بازیگرانی همچون داریوش ارجمند، آتیلا پسیانی و امین تارخ در این فیلم بازی می‌کنند.

## داستان
هفت سنگ فیلمی با محتوای ضد اسرائیلی است. این فیلم داستان یک جوان یهودی ضد اسرائیلی به نام دیوید پسر خاخام الیاس شمعون است که پس از سال‌ها اقامت در هلند و پایان تحصیلاتش به قصد دیدار با شیخ کریم رهبر جنبش انتفاضه وارد فلسطین می‌شود اما به وسیله سازمان جاسوسی اسرائیل (موساد) شناسایی شده و تحت تعقیب قرار می‌گیرد.

## بازیگران
- داریوش ارجمند
- امین تارخ
- آتیلا پسیانی
- بهروز بقایی
- اصغر همت
- جمشید اسماعیل خانی
- حمیرا ریاضی
- کمند امیرسلیمانی
- علیرضا اوسیوند
- مهناز انصاریان
- عباس امیری مقدم
- نیکو خردمند
- فاطمه تقوی
- خسرو دستگیر
- هوشنگ قوانلو
- فرید تجویدی
- نیما قدیمی
- مجید مشیری
- پرستو گلستانی